# Galleria di Montebello
La Galleria di Montebello, localmente conosciuta come Galleria di Piazza Foraggi, è una delle più importanti gallerie stradali della città di Trieste.
Fu costruita nell'anno 1943 come rifugio antiaereo dal lato di Piazza Foraggi, mentre successivamente una seconda galleria antiaerea fu aperta dal lato opposto, in Via Francesco Salata. Esse avevano il rispettivo nome di rifugio Littorio e ricovero Luigi Razza; con uno stretto passaggio di servizio tra i due rifugi. Per il forte incremento di traffico veicolare il governo militare alleato, decise, nel 1949 di allargare le due aperture e scavare l'intera galleria con una dimensione continua, per una lunghezza complessiva di quasi 720 metri. L'opera per il traffico è stata realizzata dall'impresa Farsura.
Dalla sua apertura la galleria, per oltre 70 anni non venne mai restaurata, arrivando a presentare grandi infiltrazioni di acqua. Per molti anni si è parlato del rifacimento, simile alla Galleria San Vito, ma la chiusura di questa avrebbe creato grandissimi accumuli di traffico per le strade secondarie, infatti la galleria è la strada principale che collega il centro città con la periferia meridionale di Trieste e l'inizio dell'ex strada statale 15 posto in Piazzale Baiamonti.
Per permetterne la ristrutturazione, la galleria è stata chiusa nell'aprile 2022 e il traffico deviato lungo l'asse composto dalle vie Molino a Vento, Pestalozzi e dell'Istria, le linee del trasporto pubblico locale (gestite dalla Trieste Trasporti) sono state deviate in due soluzioni: 20, 21, 40 e 41 per l'asse nominato in precedenza, mentre la 23 e la 34 è stata deviata deviate per Via Svevo. È stata soppressa la linea 19 e sostituita dalla 34.
Dopo svariati procastinamenti durati quasi un anno, la riapertura della galleria è avvenuta l'11 luglio 2023.